# Callitris roei
Espèce
Classification phylogénétique
Statut de conservation UICN

 NT  : Quasi menacé
Callitris roei est une espèce de conifères de la famille des Cupressaceae. Il est endémique au sud-ouest de l'Australie-Occidentale depuis le sud de Moora et Albany jusqu'au parc national de Cape arides.
C'est un arbuste à feuilles persistantes ou un petit arbre de 5 m de hauteur. Les feuilles sont disposées en verticilles de trois pièces. Elles se présentent sous forme d'écailles, de 2 à 5 mm de long et de 1 à 1,5 mm de large, les feuilles sur les jeunes plants sont plus longues et en forme d'aiguille. Les cônes femelles sont globuleux, de 1 à 2 cm de diamètre, avec six écailles en deux verticilles de trois et arrivent à maturité 18 mois après la pollinisation. Les cônes mâles sont cylindriques, de 3 à 6 mm de long et 1,2 à 2 mm de large.
Il est considéré comme vulnérable par disparition de son habitat.